# فرخنده تاج‌یاقوتی
فرخنده تاج‌یاقوتی (نام علمی: Tachyphonus coronatus) نام یک گونه از سرده تندگوها است.